# Spurensuche – Umwege zur Wahrheit
Spurensuche – Umwege zur Wahrheit (orig.: Around the Bend) ist ein US-amerikanischer Spielfilm mit Roadmovie-Elementen von Jordan Roberts aus dem Jahr 2004. Augenzwinkernd wird über die männlichen Vertreter dreier Generationen einer Familie berichtet, die dem seltsamen Bestattungswunsch des Großvaters (bzw. Vaters) nachkommen.
Den Anstoß zu dem Film gab für Regisseur Jordan Roberts, der auch das Drehbuch verfasste, seine eigene Beziehung zu seinem abwesenden Vater, den er selbst kaum gekannt hatte.

## Handlung
Der Film führt Turner mit seiner Familie zusammen, die er dreißig Jahre zuvor verlassen hatte. Diese besteht heute außer ihm aus seinem Vater Henry, seinem Sohn Jason und dessen siebenjährigem Sohn Zach. Henry ist also der Urgroßvater von Zach.
Nach einem Autounfall dreißig Jahre zuvor, bei dem Jasons Mutter zu Tode gekommen war und Jason selber offenbar bleibende Verletzungen erlitten hat, hatte Turner seine Familie verlassen und den Sohn der Fürsorge seines Großvaters überlassen. Ein wirklicher Kontakt bestand nicht. Während das Verhältnis zwischen den verbliebenen Familienmitgliedern – sämtlich Männer – als sehr liebevoll und fürsorglich erscheint, begegnet zumindest Jason dem unerwartet auftauchenden, ihm fremden Vater mit merklicher Zurückhaltung. Erst durch die Beerdigungs- und Trauerzeremonie nach dem Tode Henrys, auf die sich Jason und Turner mehr gezwungenermaßen als freiwillig einlassen, finden die drei nunmehr Verbliebenen auch emotional zueinander.
Das Thema Tod spielt eine besondere Rolle in diesem Film, insofern Henry bereits vor seinem eigenen Tod ausgiebig über sein nahendes Ende und den würdigen Rahmen reflektiert. In einer „deleted scene“ weist er seinen Ur-Enkel ausdrücklich darauf hin, dass das Ende keineswegs etwas sei, vor dem man in dieser Familie Angst haben müsse. Vielmehr gehöre das Ende zum natürlichen Lauf der Dinge.

## Auszeichnungen
- San Diego Film Festival – Bester Film 2004
- Montreal World Film Festival – Preis der Jury
- Deutsche Film- und Medienbewertung FBW – Prädikat wertvoll